# Brachybembras aschemeieri
Brachybembras aschemeieri is een straalvinnige vissensoort uit de familie van diepwaterplatkopvissen (Bembridae). De wetenschappelijke naam van de soort is voor het eerst geldig gepubliceerd in 1938 door Fowler.